# 庫克維爾 (田納西州)
庫克維爾（Cookeville）是位於美國田納西州帕特南縣的一個城市及縣治，2010年時共有30,435人居住在這裡。 它是周邊地區的核心，并形成了一個小型的都會區。田納西理工大學位於此地，該大學學生人数已超过一万。

## 外部連結
- Cookeville City Website
- Weather Underground （页面存档备份，存于）
- Sightseeing map of Cookeville (pdf)
- Site listing public official scandals （页面存档备份，存于）
- Upper Cumberland Information
- Cookeville Weather Information （页面存档备份，存于）